# Bambusa-ligaen
Bambusa-ligaen er den højeste kvindelige ishockeyliga i Norge og administreres af Norges Ishockeyforbund. Konfekturefirmaet Bambusa AS har været hovedsponsor for ligaen siden 2021/22. Ligaen blev kaldt Eliteserien i ishockey for kvinner, også kaldet Kvinner Elite fra 1997 til 2021.

## Eksterne links
- Norges Ishockeyforbunds hjemmesider